# T. Rex (альбом)
T. Rex — пятый студийный альбом Марка Болана и первый альбом группы T. Rex, выпущенный после смены названия коллектива Tyrannosaurus Rex на более короткое. Второй студийный альбом группы, вышедший в 1970 году.

## История
Выход альбома T. Rex был ознаменован выходом сингла «Ride a White Swan», о влиянии которого на свой стиль игры отзывался гитарист и клавишник Joy Division Бернард Самнер, ставший также известным по участию в группе New Order. Позже песня «Ride a White Swan» вошла в переиздание этого альбома.
Акустическое фолковое звучание группы Tyrannosaurus Rex после смены названия стало обильно дополняться звучанием электрогитар и ударных, ознаменовывая переход группы к более жёсткому, хард-роковому звуку. Сюрреалистические тексты песен, в большинстве которых ещё присутствуют мифологические образы, дополняются романтической лирикой. Песня «The Wizard» (с англ. — «Колдун»), которая звучит почти девять минут, является самой длинной композицией в альбоме. «The Wizard» была написана Боланом ещё в шестидесятых и исполнялась им в составе группы John’s Children.

## Список композиций
Слова и музыка всех песен — Марка Болана.
| №  | Название                  | Длительность |
| -- | ------------------------- | ------------ |
| 1. | «The Children of Rarn»    | 0:53         |
| 2. | «Jewel»                   | 2:46         |
| 3. | «The Visit»               | 1:55         |
| 4. | «Childe»                  | 1:41         |
| 5. | «The Time of Love is Now» | 2:42         |
| 6. | «Diamond Meadows»         | 1:58         |
| 7. | «Root of Star»            | 2:31         |
| 8. | «Beltane Walk»            | 2:38         |

| №   | Название                         | Длительность |
| --- | -------------------------------- | ------------ |
| 9.  | «Is It Love?»                    | 2:34         |
| 10. | «One Inch Rock»                  | 2:28         |
| 11. | «Summer Deep»                    | 1:43         |
| 12. | «Seagull Woman»                  | 2:18         |
| 13. | «Suneye»                         | 2:06         |
| 14. | «The Wizard»                     | 8:50         |
| 15. | «The Children of Rarn (Reprise)» | 0:36         |

## Участники записи
- Марк Болан — вокал, гитара, орган, бас-гитара
- Микки Финн — бас-гитара, ударные, вокал, клавишные
- Тони Висконти — фортепиано, прочее
- Говард Кейлан, Марк Волмен — бэк-вокал
- Рой Томас Бейкер — звукорежиссёр